# Comanchekrigen
Comanchekrigen syftar på de väpnade konflikter som utkämpades från 1821 och fram till cirka 1870, och bestod av räder som utfördes i Mexiko av Comancherindianerna och deras allierade, Kiowaindianerna, och ledde till att tusentals människor dödades.  Stridigheterna utlöstes då Mexiko efter sin turbulenta självständighetskamp hade begränsade militära resurser, samtidigt som efterfrågan på stulna hästar och stulen boskap i USA ökat.
Vid tiden för USA:s invasion i norra Mexiko 1846 under Mexikanska kriget, ödelades området. Comancher fortsatte dock med sina operationer fram tills de slutligen besegrats av USA under tidigt 1870-tal.

### Fotnoter
1. ↑  Smith, Ralph A. "The Comanches' Foreign War." Great Plains Journal. Vol. 24-25, 1985-1986, p. 21
2. ↑  Delay, Brian.  "Independent Indians and the U.S. Mexican War."  The American Historical Review, Vo. 112, No. 1 (Feb 2007), p. 35